# Salardú
Salardú  é a capital do município do Alto Arán situado em Vale de Arán na província de Lérida, comunidade autónoma de Catalunha, Espanha.
Está situado na margem direita do rio Garona na confluência com o rio Unhòla, está atravessado pela estrada autonómica (C-28) que comunica Viella com Esterri d'Àneu através do porto da Bonaigua. A população de Salardú encontra-se a 4 quilómetros da estação de esqui de Baqueira Beret.

## Demografia
A população consta de 592 habitantes (censo de 2017).  É a maior população do Município do Alto Arán.

## Lugares de interesse
- Igreja românica de San Andrés de Salardú, do século XIII. [3]

## Festas locais
- 3 de maio - Festa Maior de Santa Cruz
- 7 de outubro - Festa de Salardú[4]